# Panicoideae
Panicoideae es una subfamilia de las gramíneas. Las panicóideas han sido reconocidas taxonómicamente desde hace mucho tiempo, debido a sus espiguillas características. Las cañas son usualmente sólidas, las espiguillas se hallan comprimidas dorsalmente, no presentan raquilla y son bifloras. La desarticulación de la espiguilla a la madurez se produce por debajo de las glumas. El tipo de fisiología de la fotosíntesis prevaleciente es la C4. Los gránulos de almidón en el endosperma son simples. Los números cromosómicos básicos más típicos son x=5, 9 y 10, aunque también se hallan especies con x=7, 12 y 14.
La subfamilia es principalmente tropical y contiene dos grandes tribus, Andropogoneae y Paniceae, junto con un número de grupos pequeños. Andropogoneae son relativamente fáciles de reconocer porque sus espiguillas suelen venir de a pares y agrupadas en una inflorescencia lineal. Paniceae no es tan homogénea como Andropogoneae. La subfamilia comprende 206 géneros y 3.245 especies. Entre los géneros más importantes se incluyen Panicum (470 especies, polifilético), Paspalum (330 especies), Andropogon (100 especies), Setaria (100 especies), Sorghum (20 especies), y Zea (4 especies). El sorgo y el maíz son dos cultivos de gran importancia económica y ambos se incluyen en esta subfamilia. 

## Sinonimia

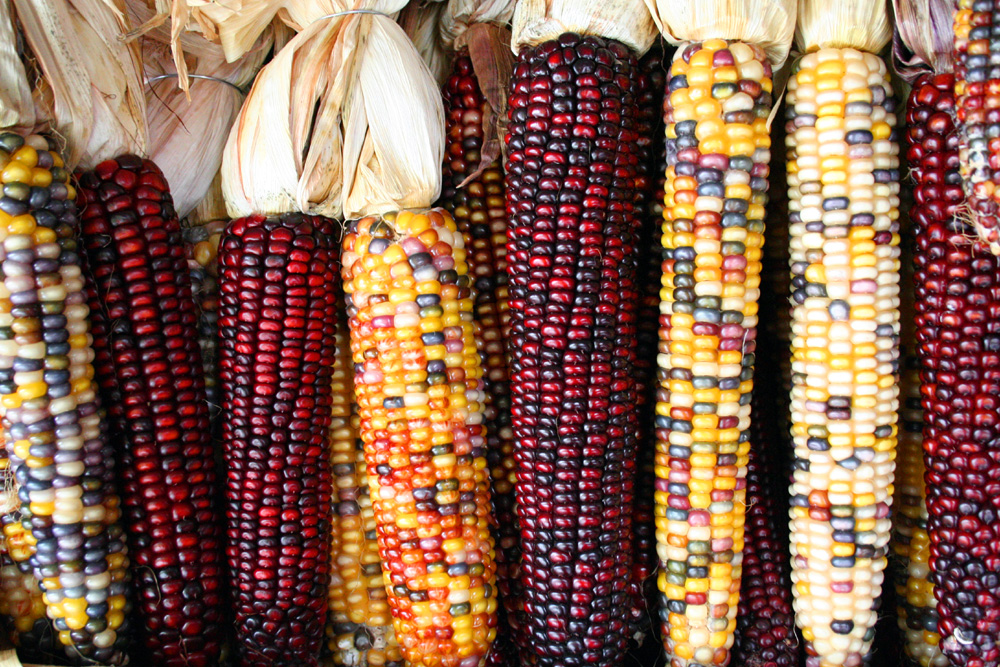
Distintos colores de granos en espigas de maíz (Zea mays, una panicóidea).

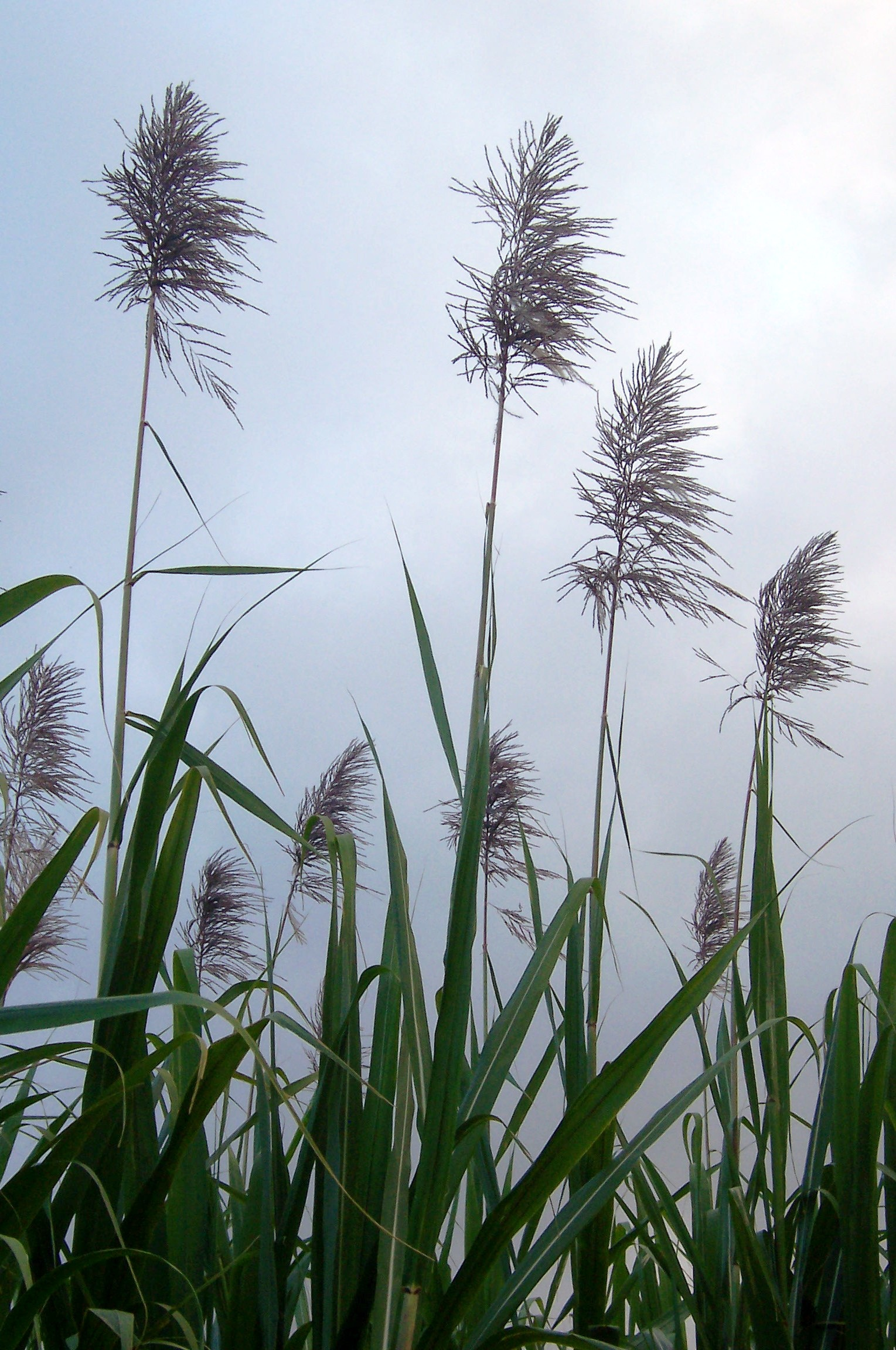
Inflorescencias de caña de azúcar (Saccharum officinarum, una panicóidea).

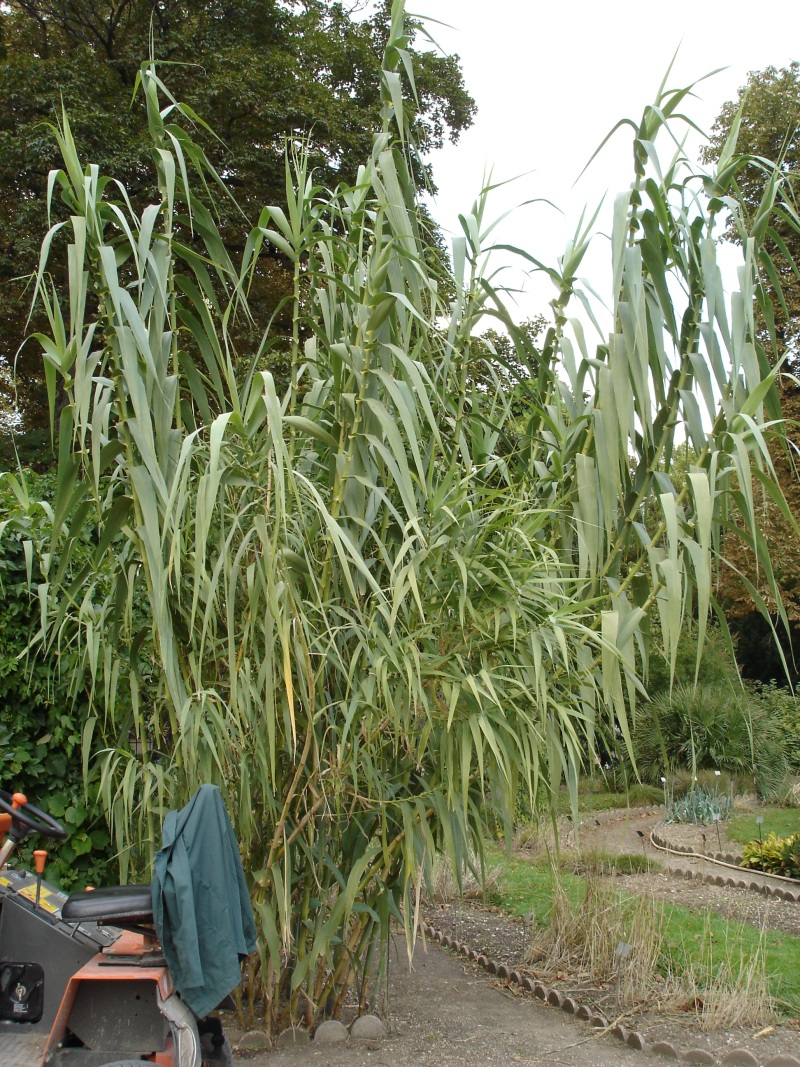
Arundo donax, una arundinóidea.

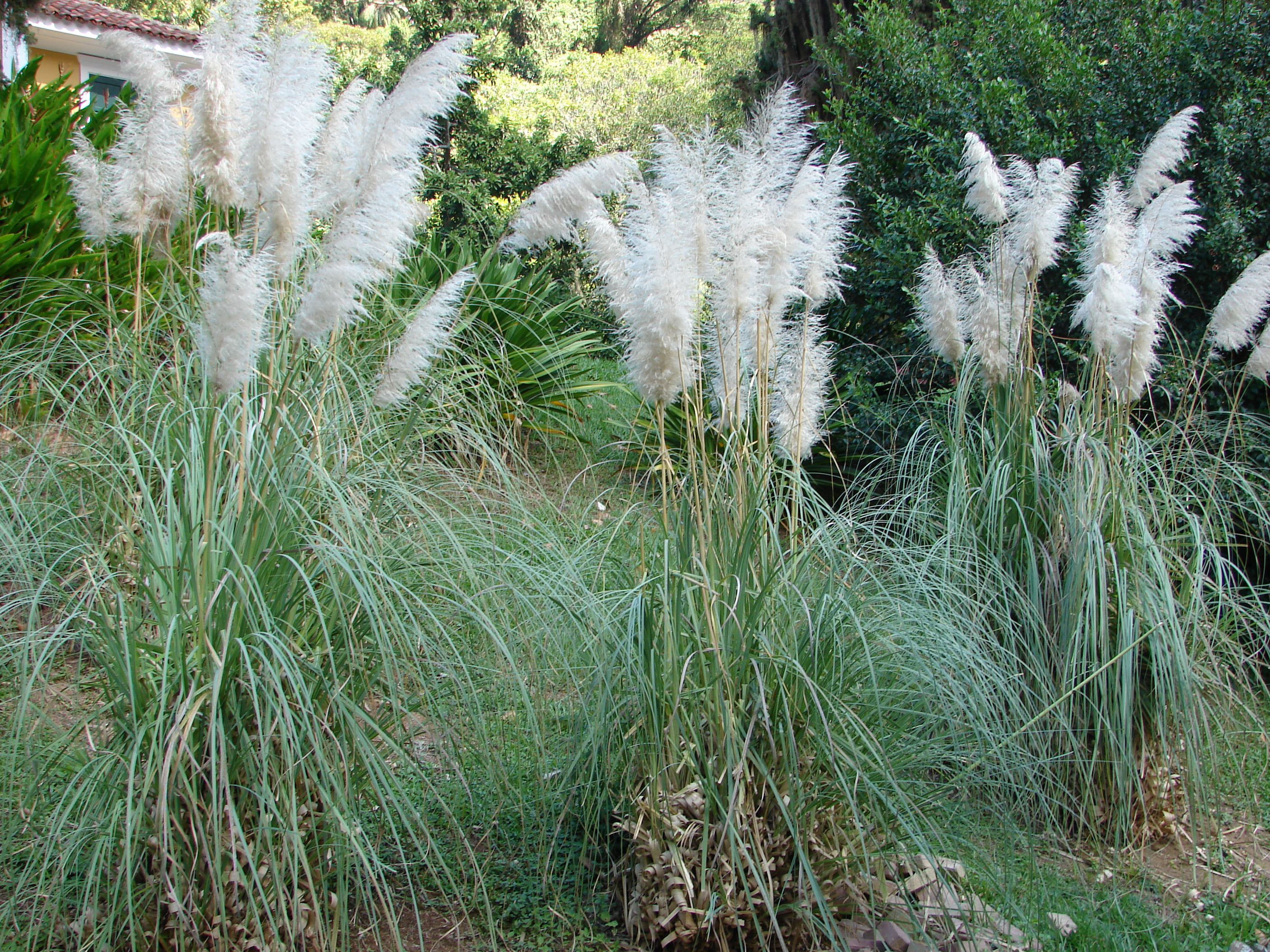
Cortaderia selloana, una dantonóidea.

- Andropogonaceae  Martinov
- Arundinellaceae (Stapf) Herter
- Panicaceae F.Voight
- Saccharaceae Martinov
- Zeaceae A.Kern

## Tribus y géneros
- Tribu: Andropogoneae
  - Géneros:Agenium - Anadelphia - Andropogon - Andropterum - Apluda - Apocopis - Arthraxon - Asthenochloa - Bhidea - Bothriochloa - Capillipedium - Chasmopodium - Chionachne - Chrysopogon - Clausospicula - Cleistachne - Coix - Cyathorhachis - Cymbopogon - Dichanthium - Digastrium - Diheteropogon - Dimeria - Elionurus - Elymandra - Eremochloa - Erianthus - Eriochrysis - Euclasta - Eulalia - Eulaliopsis - Exotheca - Germainia - Glyphochloa - Hemarthria - Hemisorghum - Heteropogon - Homozeugos - Hyparrhenia - Hyperthelia - Imperata - Ischaemum - Iseilema - Kerriochloa - Lasiurus - Lophopogon - Loxodera - Manisuris - Microstegium - Miscanthus - Mnesithea - Monocymbium - Ophiuros - Oxyrhachis - Parahyparrhenia - Phacelurus - Pogonachne - Pogonatherum - Polliniopsis - Polytoca - Polytrias - Pseudanthistiria - Pseudodichanthium - Pseudopogonatherum - Pseudosorghum - Rhytachne - Rottboellia - Rubimons - Saccharum - Schizachyrium - Sclerachne - Sclerostachya - Sehima - Sorghastrum - Sorghum - Spathia - Spodiopogon - Thaumastochloa - Thelepogon - Themeda - Trachypogon - Trilobachne - Triplopogon - Tripsacum - Urelytrum - Vossia - Zea

- Tribu: Arundinelleae
  - Géneros: Arundinella - Chandrasekharania - Danthoniopsis - Dilophotriche - Garnotia - Gilgiochloa - Jansenella - Loudetia - Loudetiopsis - Trichopteryx - Tristachya - Zonotriche

- Tribu: Gynerieae
  - Géneros: Gynerium

- Tribu: Hubbardieae
  - Géneros: Hubbardia

- Tribu: Isachneae
  - Géneros: Coelachne - Heteranthoecia - Isachne - Limnopoa - Sphaerocaryum

- Tribu: Paniceae
  - Géneros: Achlaena - Acritochaete - Acroceras - Alexfloydia - Alloteropsis - Altoparadisium - Amphicarpum - Ancistrachne - Anthaenantiopsis - Anthenantia - Anthephora - Arthragrostis - Arthropogon - Axonopus - Baptorhachis - Brachiaria - Calyptochloa - Canastra - Cenchrus - Centrochloa - Chaetium - Chaetopoa - Chamaeraphis - Chlorocalymma - Cleistochloa - Cliffordiochloa - Cyphochlaena - Cyrtococcum - Dallwatsonia - Dichanthelium - Digitaria - Dissochondrus - Eccoptocarpha - Echinochloa - Echinolaena - Entolasia - Eriochloa - Gerritea - Holcolemma - Homolepis - Homopholis - Hydrothauma - Hygrochloa - Hylebates - Hymenachne - Ichnanthus - Ixophorus - Lasiacis - Lecomtella - Leucophrys - Louisiella - Megaloprotachne - Megathyrsus - Melinis - Mesosetum - Microcalamus - Neurachne - Odontelytrum - Ophiochloa - Oplismenopsis - Oplismenus - Oryzidium - Otachyrium - Ottochloa - Panicum - Paractaenum - Paraneurachne - Paratheria - Paspalum - Pennisetum - Plagiantha - Poecilostachys - Pseudechinolaena - Pseudochaetochloa - Pseudoraphis - Reimarochloa - Reynaudia - Sacciolepis - Scutachne - Setaria - Setariopsis - Snowdenia - Spheneria - Spinifex - Steinchisma - Stenotaphrum - Stereochlaena - Streptolophus - Streptostachys - Taeniorhachis - Tarigidia - Tatianyx - Thrasya - Thrasyopsis - Thuarea - Thyridachne - Thyridolepis - Trachys - Tricholaena - Triscenia - Uranthoecium - Urochloa - Whalleya - Whiteochloa - Xerochloa - Yakirra - Yvesia - Zygochloa

- Tribu: Steyermarkochloeae
  - Géneros: Arundoclaytonia - Steyermarkochloa